# 多爾頓 (新罕布什爾州)
多爾頓（英語：Dalton）是一個位於美國新罕布什爾州庫斯縣的鎮。

## 人口
根據2020年美國人口普查的數據，多爾頓的面積為72.70平方千米，當中陸地面積為71.30平方千米，而水域面積為1.40平方千米。當地共有人口933人，而人口密度為每平方千米13人。